# Arnel Pineda

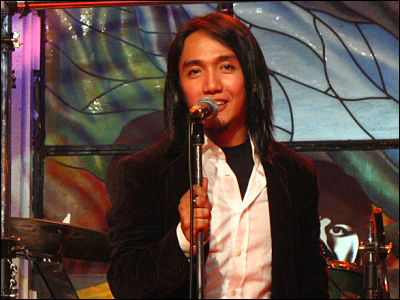
Arnel Pineda (2008)

Arnel Pineda (* 5. September 1967 in Sampaloc, Manila) ist ein philippinischer Sänger und Songwriter.
Seit Dezember 2007 ist er der Leadsänger der US-amerikanischen Rockband Journey. Zuvor war er als Solo-Künstler bei Warner Bros. unter Vertrag, bevor er im Jahr 2006, bis zu seinem Einstieg bei Journey, Frontmann der philippinischen Rockband The Zoo wurde.
Vor dem Boxkampf um den WBO-Titel im Weltergewicht Manny Pacquiao gegen Joshua Clottey sang Pineda die philippinische Nationalhymne Lupang Hinirang. Allerdings wurde er dafür kritisiert, dass er sie zu langsam sang.
Im Rahmen des Taifun Haiyan sorgte Pineda dafür, dass Journey gemeinsam mit ihrer Konzertagentur Live Nation Entertainment, der nahen Firma Creative Artists Agency (CAA) und ihrem Manager John Baruck mehr als 350.000 US-Dollar spendeten, um für Nahrung in der Krisenregion zu sorgen. Sie riefen auch ihre Fans auf, selbst bei der Agentur United Nations World Food Programme (WFP) zu spenden.

## Diskografie

### Solo
- Arnel Pineda (1999, Warner)[4]

### MitThe Zoo
- Zoology (2007, MCA Universal)

### MitJourney
- Revelation (2008)
- Journey: Live in Manila (2009, DVD)
- Eclipse (2011)
- Freedom (2022)